# Natural user interface
Em computação, uma interface natural de utilizador (português europeu) ou interface natural de usuário (português brasileiro) (abreviadamente NUI, da expressão inglesa natural user interface) é uma expressão utilizada por projetistas desenvolvedores de interfaces homem-máquina para se referir a uma interface que é efetivamente invisível, ou que se torna invisível, com os sucessivos níveis de imersão, para o utilizador/usuário, e é baseado na natureza ou nos elementos naturais humanos.